# Шайгородський Юрій Жанович
Ю́рій Жа́нович Шайгоро́дський — український політолог, соціальний психолог. Доктор політичних наук, кандидат психологічних наук, професор. Заступник директора з наукової роботи Інституту політичних і етнонаціональних досліджень ім. І. Ф. Кураса Національної академії наук України.
Віцепрезидент (з 2010), перший віцепрезидент (з 2014) Асоціації політичних наук України. Президент Українського центру політичного менеджменту.
Головний редактор наукових журналів «Політичний менеджмент» і «Соціальна психологія».

## Біографічна довідка
Народився 1 січня 1960 року. Закінчив Одеський державний університет ім. І. І. Мечникова (м. Одеса, 1981), аспірантуру Інституту молоді (м. Москва, 1992), докторантуру Інституту психології ім. Г. С. Костюка АПН України (м. Київ, 1998).
Дисертацію на здобуття наукового ступеня кандидата психологічних наук за спеціальностями: 19.00.11 — психологія особистасті та 19.00.05 — соціальна психологія захистив у 1992 році (науковий керівник — доктор психологічних наук, професор, завідувач кафедри соціальної та диференціальної психології РУДН О. І. Крупнов).
В 2009 році в Інституті політичних і етнонаціональних досліджень ім. І. Ф. Кураса НАН України захистив диссертацію на здобуття наукового ступеня доктора політичних наук. Тема дисертації «Політика: взаємодія реальності і міфу» (спеціальність 23.00.01 — теорія та історія політичної науки); науковий консультант — доктор філософських наук, професор, член-кореспондент НАН України, завідувач відділу теорії та історії політичної науки М. І. Михальченко.
Має понад 30 років стажу наукової та науково-педагогічного роботи, зокрема в закладах вищої освіти III—IV рівня акредитації.
Працював головним консультантом Секретаріату Верховної Ради України, заступником керівника Управління внутрішньої політики Адміністрації Президента України, начальником Управління у зв'язках з громадськістю Секретаріату Кабінету Міністрів України.
З квітня 2011 року працює в Інституті політичних і етнонаціональних досліджень ім. І. Ф. Кураса НАН України — на посаді головного наукового співробітника відділу теорії та історії політичної науки, з липня 2020 року — заступника директора з наукової роботи.
Головний редактор (з 2001 р.) українських наукових журналів: «Політичний менеджмент» (фахове видання з політичних та історичних наук) і «Соціальна психологія» (фахове видання з психологічних, соціологічних і філософських наук). Заступник голови редакційної колегії збірника наукових праць «Сучасна українська політика», член редакційних колегій низки вітчизняних наукових видань: «Український соціум», «Освіта регіону: Політологія. Психологія. Комунікації», «Людина і політика», «Публічне управління: теорія та практика», збірника наукових праць «Наукові записки Інституту політичних і етнонаціональних досліджень ім. І. Ф. Кураса НАН України».
Член Координаційної ради з питань реалізації в Україні Ініціативи "Партнерство «Відкритий Уряд», входить до складу науково-експертної ради при Міністерстві освіти і науки України. Голова Комітету інтеграції науки і вищої школи-член правління Громадської ради при Міністрестві освіти і науки України (2014—2016).
Академік Академії наук вищої школи України. Академік, член президії Української академії політичних наук.
Член спеціалізованих вчених рад із захисту дисертацій на здобуття наукового ступеня доктора (кандидата) політичних наук в Національному університеті «Одеська юридична академія» (2010—2012), у Національному педагогічному університеті ім. М. П. Драгоманова (з 2010), в Інституті політичних і етнонаціональних досліджень ім. І. Ф. Кураса НАН України (з 2012).
Коло наукових інтересів: теорія та історія політичної науки, політична міфологія, політичні партії, виборчі технології, аксіологія, політична і соціальна психологія, психологія особистості, соціальні інститути та суспільні відносини, світоглядні проблеми українського суспільства.

## Нагороди та відзнаки
Орден «За заслуги» III ст. (2021). Заслужений працівник освіти України (2008). Відзнака Міністерства освіти і науки України «За наукові досягнення», відзнака Міністерства України у справах сім'ї, молоді та спорту «За активну громадську діяльність». Відзнака НАН України «За професійний здобутки». Державний службовець 3 рангу (2004).

## Наукові праці
Автор понад 200 наукових та навчально-методичних праць, у тому числі монографій і навчальних посібників для студентів вищих навчальних закладів. Науковий редактор і упорядник понад 20 книжкових та 150 періодичних наукових видань.
- Політика: взаємодія реальності і міфу : [монографія] / Ю. Ж. Шайгородський / Інститут політичних і етнонаціональних досліджень ім. І. Ф. Кураса НАН України. — К. : Знання України, 2009. — 400 с., 500 прим.[9]
- Політичне управління в сучасному суспільстві : [монографія] / М. В. Туленков, Ю. Ж. Шайгородський. — К. : Центр соціальних комунікацій, 2011. — 217 с. — 300 прим.[10]
- Влада і суспільство: діалог через громадські ради : [монографія] / [Шайгородський Ю. Ж., Андрійчук Т. С. та ін. ; за заг. ред. Шайгородського Ю. Ж.] ; USAID [та ін.]. — К. : ПАЛИВОДА, 2011. — 147 с. : табл., рис. — 1000 прим.[11]
- Політика соціального захисту : [монографія] / М. В. Туленков, Ю. Ж. Шайгородський. — К. : Центр соціальних комунікацій, 2011. — 184 с. — 300 прим.[10]
- Економічна культура особистості: соціально-психологічний аспект : [монография] / В. Москаленко, Ю. Шайгородський, О. Міщенко. — К. : Центр соціальних комунікацій, 2012. — 347 с.[10]
- Сучасний менеджмент (теорії, концепції, моделі): навч. посіб. для студ. вищ. навч. закл. / М. Туленков, О. Чувардинський, Ю. Шайгородський. — Полтава: Інтер Графіка, 2008. — 376 с.[10]
- Соціальна психологія : навч. посібник для студ. вищих навч. закладів / В. Циба, Ю. Шайгородський. — Полтава: Дивосвіт, 2009. — 336 с.[10]
- Адаптація України до переходу світ-системи від одно- до багатополюсності [Текст] / [авт. кол.: Михальченко М. І., Шайгородський Ю. Ж., Шевченко О. К. та ін. ; за ред. М. Михальченка] ; Нац. акад. наук України, Ін-т політ. і етнонац. дослідж. ім. І. Ф. Кураса. — К. : ІПіЕНД ім. І. Ф. Кураса НАН України, 2012. — 116 с. — 300 прим.
- Ціннісний конструкт міжкультурної комунікації / Ю. Ж. Шайгородський // Український соціум. — 2002. — № 1. — С. 41-48.
- Политический миф как теоретический дискурс / Ю. Шайгородский // Revista de filozofie, sociologie şi ştiinţe politice: Academia de ştiinţe a Moldovei, 2009. — С. 72-82.
- Міфологія як засіб моделювання політичної реальності / Ю. Шайгородський // Віче: журнал Верховної Ради України. — 2009. — № 15. — С. 35-38.[12]
- Міфологізація дійсності як виклик раціональній політиці в Україні / Ю. Шайгородский // Політичні проблеми сучасної України. — К. : ІПіЕНД ім. І. Ф. Кураса НАН України, 2012. — С. 452—485.
- Синдром політичної прокрастинації: причини і наслідки / Юрій Шайгородський // Політичний менеджмент: наук. журнал / голов. ред. Ю. Ж. Шайгородський. — 2013. — № 59. — С. 16-29.
- Політичні партії України : в 3 т. / уклад. Ю. Шайгородський . — К. : Укр. центр політичного менеджменту, 2005. — Т. 1. — 876 с.; Т. 2. — 900 с.; Т. 3. — 872 с. (укр.), 500 прим.[13]
- Верховна Рада України IV скликання: Передвиборні програми / авт.-упоряд. Ю. Шайгородський. — К. : Український центр політичного менеджменту, 2002. — 566 с.— 1500 прим.[14]
- Вибори '98: документи, статистичні дані, аналіз / Центр соціально- психологічних досліджень та політичного менеджменту; ред. Ю. Шайгородський. — Х. : Форт, 1998. — 636 с.+ дод. — 5000 прим.[15]
- Психологические предпосылки эффективности труда учителя / Ю. Ж. Шайгородский. — М. : Институт общего образования МО РФ, 1992. — 51 с.
- Точка отсчета : Методики личност. и социал.- психол. диагностики учителя / Ю. Ж. Шайгородский. — Омск: «Интеллектика», 1992. — 37 с. — (Серия «Психологическая служба школы»). — 10000 экз.[16]